# Васкул Петро Васильович
Петро Васкул (нар. 6 травня 1895, с. Вижній Березів — 2 серпня 1941, с. Семаківці) — український політичний, військовий та освітній діяч. Четар УСС, поручник УГА, член Проводу ОУН. Командант Городенківської старшинської школи. Страчений угорськими окупантами.
Батько Ореста Васкула — голови Київського братства ОУН-УПА.

## Життєпис
У часи Першої світової війни та Визвольних Змагань — четар УСС, підпоручник, поручник УГА.
У міжвоєнний період був директором школи у Ясенові-Пільному.
Учасник Національних зборів у Львові 30 червня 1941, які проголосили відновлення Української держави.

### Командант Городенківської старшинської школи
За дорученням уряду Ярослава Стецька 4 липня 1941 року організував і очолив у Городенці українську старшинську школу. 12 липня 1941 року курсанти прийшли присягу на вірність Українській державі.
Після захоплення Городенки передовими частинами угорської армії їх командування наказало Городенківській старшинській школі скласти зброю, залишивши тільки одну чоту поліції. Проте комендант школи Петро Васкул відмовився виконати цей ультиматум, за що 28 липня 1941 року був заарештований угорцями.

### Страта
2 серпня 1941 року угорці і місцеві польські колабораціоністи вивезли Васкула до Семаківського лісу, де після тортур без суду і слідства розстріляли, а тіло замаскували гіллям. 23 серпня труп знайшов лісник. У морзі городенківської лікарні дружина Петра Васкула впізнала його по Тризубові на лацкані.
Похований 31 серпня 1941 року на городенківському цвинтарі коло могили Січових Стрільців.

## Вшанування Пам'яті
Меморіальна дошка Петру Васкулу в Городенці.

Меморіальна дошка Петру Васкулу в Городенці